# Cao Ly Trung Định Vương
Cao Ly Trung Định Vương (Hangul: 고려 충정왕, chữ Hán: 高麗 忠定王; 1338 – 23 tháng 3 năm 1352, trị vì 1348 – 1351) là quốc vương thứ 30 của Cao Ly. Ông có tên Mông Cổ là Mê Tư Giám Đóa Nhi Chỉ (迷思监朵儿只, Mishgan Dorji) và tên húy là Vương Chi (왕저, 王胝).
Định Vương là con trai thứ của Trung Huệ Vương và là em cùng cha với Trung Mục Vương. Mẹ ông là Doãn Hi phi, con gái của Doãn Kế Quân và phu nhân họ Mẫn.
Ông lên ngôi từ năm 10 tuổi. Trong thời gian trị vì của ông, việc triều chính được kiểm soát bởi những họ hàng hùng mạnh của vương thất, bao gồm cả người bà con bên ngoại của ông là Doãn Trạch (尹澤) và Mẫn Tế (閔霽). Ngoài ra, vương quốc cũng phải hứng chịu các cuộc tấn công nghiêm trọng của giặc Uy khấu từ năm 1349.
Thúc phụ của Định Vương là Vương Kì đã bảo vệ lợi ích của vương quốc và đã kết hôn với công chúa nhà Nguyên là Lỗ Quốc Đại Trưởng công chúa. Ngay sau đó, Trung Định Vương bị phế truất và Vương Kì lên ngôi, trở thành Cung Mẫn Vương.
Định Vương bị đày đến đảo Giang Hoa, và mất một năm sau đó, được chôn cất tại Thông lăng (聰陵), chỉ được truy thụy là Trung Định Đại Vương (忠定大王).